# Disney Artist
Disney Artist est un nouveau type de boutiques Disney dissocié des Disney Store. La première a ouvert le 18 mars 2007 à Gurgaon, banlieue de New Delhi. Ce nouveau type est associé à la filiale Disney Stationery de la Walt Disney Company, dépendant de la division Disney Consumer Products.
La première boutique a été ouverte en partenariat avec Devyani International une filiale de la société indienne RJ Corp, le leader dans l'embouteillage de Coca-Cola en Inde. Elle est installée dans le centre commercial MGF Mega City.